# Baleine (Nova Escócia)
Baleine é uma comunidade na província canadense de Nova Escócia, localizada no Município Regional de Cape Breton, na Ilha Cape Breton. A comunidade é talvez mais conhecida como o local de pouso para o voo recorde do piloto Beryl Markham através do Oceano Atlântico.